# أندريا كوستا
أندريا كوستا (بالإيطالية: Andrea Costa)‏ ه(1910–1851) ولد في مدينة إيمولا بإيطاليا في إقليم إميليا رومانيا، اشتهر بسبب نشاطه الاشتراكي في إيطاليا .
في عام 1892 م شارك في تأسيس الحزب الاشتراكي الإيطالي وذلك بعد تخليه عن مبادئه اللاسلطوية في عام 1879.

## روابط خارجية
- أندريا كوستا على موقع الموسوعة البريطانية (الإنجليزية)